# Agrilus caligans
Agrilus caligans (лат.) — вид узкотелых жуков-златок.

## Распространение
Вьетнам, Индия, Китай, Непал, Таиланд.

## Описание
Длина узкого тела взрослых насекомых (имаго) 4,9—6,6 мм. Отличаются коренастым телом, пронотумом широчайшим у середины, дистальным опушением надкрылий, дуговидными вершинами элитр. Переднегрудь с воротничком. Боковой край переднеспинки цельный, гладкий. Глаза крупные, почти соприкасаются с переднеспинкой. Личинки предположительно развиваются на различных лиственных деревьях. Встречаются с апреля по июль на высотах от 150 до 2500 м. Валидный статус был подтверждён в ходе ревизии, проведённой в 2011 году канадскими колеоптерологами Эдвардом Йендеком (Eduard Jendek) и Василием Гребенниковым (Оттава, Канада).